# Mistrz godzinek Rohan
Mistrz godzinek Rohan (Mistrz Wielkich Godzinek książąt de Rohan) – anonimowy malarz czynny w latach 1410-1440 (lub 1405-1440), zajmujący się sztuką iluminowania rękopisów. Reprezentant gotyku międzynarodowego.

## Działalność
Mistrzowi godzinek Rohan przypisuje się około czterdziestu kodeksów iluminowanych. Pierwsze miniatury z paryskich rękopisów pochodzą z lat 1405-1415. W latach 1415–1420 działał w rejonie Szampanii, gdzie wykonał kilka ksiąg godzinek według rytu (obrządku) dla Troyes (diecezji). Około 1415-1420 przeniósł się do Paryża, gdzie zapoznał się z warsztatami Mistrza Bedforda, Braci Limbourg, a przede wszystkim z twórczością Mistrza Marszałka Boucicauta. W kolejnych latach miał działać w Angers (według François Avrila) lub w Bourges (według Meissa); prawdopodobne jest, że nadal mieszkał w Paryżu, pracując dla książąt spoza miasta, m.in. dla Jolanty Aragońskiej i Ludwika II d’Anjou. W latach 1430–1440 wykonał Godzinki Rohan oraz brał udział w pracach nad Godzinkami Rene d’Anjou, dekorował także Godzinki Izabeli Stuart. Przypisuje mu się autorstwo Portretu Ludwika II Andegaweńskiego, stworzonego w latach 1415-1420 lub tuż przed śmiercią księcia w 1417 roku. Pierwsze portrety Jana van Eycka są uderzająco stylistycznie podobne do prac Mistrza Rohan.

## Opis twórczości
Jego najważniejszym dziełem jest Księga godzinek Rohan (Grandes Heures de Rohan) z 65 miniaturami. Dzieła Mistrza godzinek Rohan charakteryzuje duża ekspresja, dramatyzm i podkreślanie strony emocjonalnej. W jego pracach widoczne są wpływy Mistrza Boucicauta i Mistrza Bedforda. W Grandes Heures de Rohan wykorzystywał motywy ornamentalne i architektoniczne zapożyczone z prac braci Limbourg. Od nich też pochodzi postać klęczącej kobiety w Zwiastowaniu pasterzy oraz jeźdźcy w Ucieczce do Egiptu. Niezależnie od zapożyczeń, Mistrz Rohan wprowadzał do swoich prac własny styl; nie uznawał obowiązujących kanonów, unikając próby uzyskania przestrzeni i realizmu pejzażu. Jak konkluduje Krystyna Secomska: 

Umieszcza on postacie w płytkiej przestrzeni, niekiedy na tle schematycznego skalistego krajobrazu, niekiedy zaznaczając pobieżnie wycinek płaskiego terenu. W tej archaicznej konwencji postać ludzka góruje nad swym otoczeniem, wymiarami, jak również zaznaczeniem treściowym i plastycznym

.
Styl Mistrza Rohan, a zwłaszcza ekspresja w ukazywaniu scen, był nowością w gotyckim malarstwie francuskim, przez co niektórzy badacze (Heimann) uważali, że on sam musiał pochodzić z Niemiec lub z Hiszpanii (Porcher). Za pierwszą hipotezą przemawiało wykorzystanie motywu postaci Chrystusa Bolesnego zstępującego jako Sędzia pomiędzy zmartwychwstałych, motywu nieznanego w sztuce francuskiej, a popularnego wśród artystów niemieckich. Za drugą hipotezą może wskazywać podobieństwo miniatur z Grandes Heures de Rohan do XIV wiecznego rękopisu iluminowanego zwanego mszałem z Cambrai; występuje podobieństwo motywów nieba z postaciami aniołów.